# Friedrich Schimmel
Friedrich Schimmel (* 18. April 1804 in Gevelsberg (Kreis Hagen); † 1. Mai 1885 in Bad Oeynhausen) war ein königlich preußischer Generalmajor und zuletzt Kommandant der Festung Glatz.

## Herkunft
Seine Eltern waren der Zollkalkulator Johann Friedrich Sigismund Schimmel (1773–1832) und dessen Ehefrau Klara Wilhelmine Heilenbeck (1777–1837).

## Leben
Er ging am 4. Oktober 1822 als einfacher Husar in das 11. Husaren-Regiment. Dort wurde er am 21. Juli 1824 zum Portepeefähnrich und am 10. Oktober 1825 zum Seconde-Lieutenant ernannt. Von 1831 bis 1834 wurde er an die Allgemeine Kriegsschule abkommandiert. Anschließend war er von 1835 bis 1837 Lehrer an der Divisionsschule der 13. Division und von 1837 bis 1840 an das topographische Büro abkommandiert. In der Zeit wurde er am 15. Januar 1839 zum Premier-Lieutenant befördert, außerdem war er 1839 für drei Monate zur Garde-Artillerie-Brigade abkommandiert. Nach seiner Rückkehr wurde er von 1840 bis 1847 wieder als Lehrer an die Divisionsschule der 13. Division eingesetzt. Während dieser Zeit wurde er am 3. Oktober 1844 zum Adjutanten der 13. Division und am 22. März 1845 zum Rittmeister ernannt. Am 29. Januar 1848 wurde er dann als Adjutant zum Generalkommando des VII. Armeekorps versetzt, bevor er am 5. März 1850 als Eskadronchef in das 5. Ulanenregiment versetzt wurde. Dort wurde er am 18. Juni 1853 zum Major befördert und am 18. April 1854 zum etatsmäßigen Stabsoffizier ernannt.
Am 2. Januar 1855 wurde er in das 7. Ulanenregiment und von dort am 15. Juni 1857 als Kommandant in die Festung Cosel versetzt, dazu wurde er am 21. Juli 1857 à la suite des 7. Ulanenregiments gestellt. Am 22. Mai 1858 zum Oberstleutnant befördert und am 19. Mai 1859 als Kommandant in die Festung Glatz versetzt. Er wurde am 1. Juli 1860 zum Oberst befördert und am 18. Oktober 1861 mit dem Roten Adlerorden 3. Klasse mit Schleife ausgezeichnet. Am 25. Juni 1864 bekam er den Charakter eines Generalmajors, bevor er am 4. April 1865 mit Pension zur Disposition gestellt wurde. Außerdem erhielt er den Roten Adlerorden 2. Klasse mit Eichenlaub.
Er starb am 1. Mai 1885 in Bad Oeynhausen.
1847 stand in seiner Beurteilung: Bei vielem und gründlichem Wissen, praktischer Tüchtigkeit, Routine im Geschäft, ehrenwerter Gesinnung, festem Charakter und vorzüglicher Moralität eignet er sich für den Generalstab und für den Dienst in der Linie und verdient somit, wegen seiner vielseitigen Qualitäten zur Beförderung außer der Tour der Allerhöchsten Gnade empfohlen zu werden.

## Familie
Er heiratete am 22. Dezember 1838 in Berlin Alwine Luise Florentine Wilhelmine von Taubenheim (* 19. August 1811; † 23. Februar 1868), eine Tochter des Stadtgerichtsrates Karl Friedrich Leberecht von Taubenheim (1771–1838). Ein Sohn stand im Infanterie-Regiment Nr. 22.
Die Tochter Hedwig Luise (1844–1932) heiratete 1870 Peter Eduard Heinrich Carl Wilhelm Hueck (1840–1920) und wurde Mutter des späteren Bergwerksdirektors Adolf Hueck.